# Connex Melbourne
Connex Melbourne era una subsidiaria propiedad de la compañía francesa Veolia. Estaaba a cargo de la explotación de toda la red de trenes suburbanos de pasajeros en Melbourne, Victoria, Australia. El contrato con Connex expiró el 30 de noviembre de 2009.
La compañía utilizó una flota de 329 trenes para hacer funcionar 1900 servicios diarios, transportando 616.000 pasajeros cada día de la semana. En 2007, 187,4 millones de pasajeros circularon por la red.

## Líneas

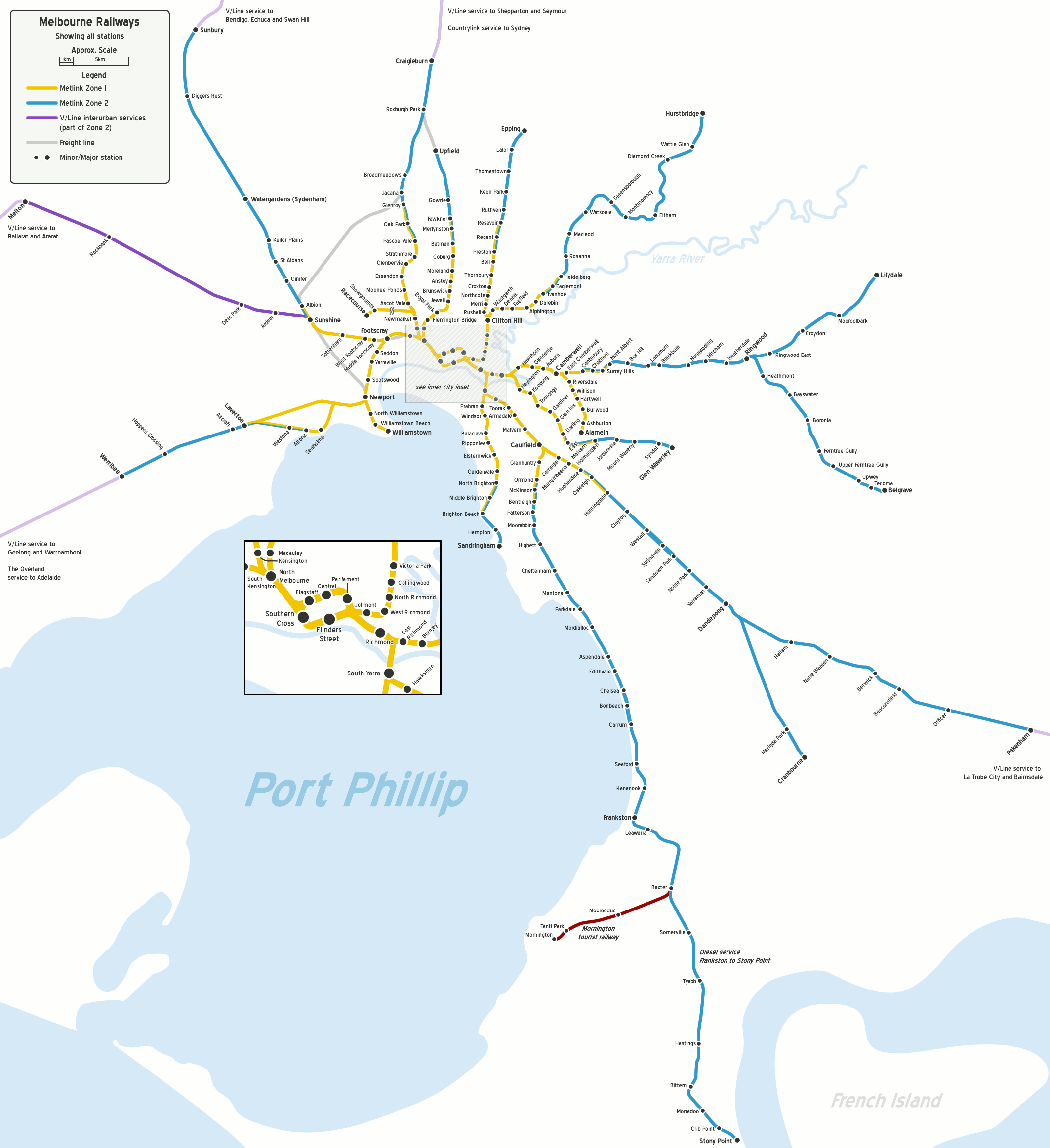
Red de trenes de suburbanos de Melbourne.

La red cuenta con 20 líneas, agrupadas por sectores, excepto la City Loop que opera en el centro de la ciudad; 223 estaciones, muchas de las cuales sirven a varias líneas y 832,5 km de vías férreas:
- Línea City Loop, opera alrededor de la zona financiera de la ciudad, cuenta con 5 estaciones y 5 km de longitud, en su mayoría subterráneos.

Grupo Caulfield
- Línea Frankston comprende 21 estaciones y 42,7 km de longitud, entre la estación Flinders St. y Frankston.
- Línea Pakenham comprende 29 estaciones y 56,9 km de extensión, entre la estación Flinders St. y Pakenham.
- Línea Sandringham comprende 13 estaciones y 17,9 km de extensión, entre la estación Flinders St. y Sandringham.
- Línea Cranbourne comprende 6 estaciones y 44,0 km de extensión, entre la estación Flinders St. y Cranbourne.

Grupo Norte
- Línea Upfield comprende 14 estaciones y 20,1 km de longitud, entre la estación Flinders St. y Upfield.
- Línea Werribee comprende 19 estaciones y 32,9 km de longitud, entre la estación Flinders St. y Werribee.
- Línea Craigieburn comprende 15 estaciones y 27,0 km de longitud, entre la estación Flinders St. y Craigieburn.
- Línea Sydenham comprende 13 estaciones y 25,5 km de longitud, entre la estación Flinders St. y Sydenham.
- Línea Williamstown comprende 5 estaciones y 15,5 km de longitud, entre la estación Flinders St. y Williamstown.
- Línea Flemington Racecourse comprende 4 estaciones y 7,8 km de longitud, entre la estación Flinders St. y Flemington.

Grupo Burnley
- Línea Lilydale comprende 21 estaciones y 39,9 km de longitud, entre la estación Flinders St. y Lilydale.
- Línea Glen Waverley comprende 12 estaciones y 20,9 km de longitud, entre la estación Flinders St. y Glen Waverley.
- Línea Belgrave comprende 10 estaciones y 41,8 km de longitud, entre la estación Flinders St. y Belgrave.
- Línea Alamein comprende 8 estaciones y 14,9 km de longitud, entre la estación Flinders St. y Alamein.

Grupo Clifton Hill
- Línea Hurstbridge comprende 23 estaciones y 36,7 km de longitud, entre la estación Flinders St. y Hurstbridge.
- Línea Epping comprende 20 estaciones y 21,2 km de longitud, entre la estación Flinders St. y Epping.

Grupo Greater Metropolitan
- Línea Stony Point comprende 10 estaciones y 74,5 km de longitud, entre la estación Frankston, termina de la línea homónima y Stony Point.
- Línea Ballarat comprende 10 estaciones y 123,1 km de longitud, entre la estación Southern Cross y Ballarat.
- Línea Bendigo comprende 19 estaciones y 164,2 km de longitud, entre la estación Southern Cross y Bendigo.